# Васильчиков, Дмитрий Васильевич
Дми́трий Васи́льевич Васи́льчиков (1778—1859) — действительный тайный советник (1858), генерал от кавалерии (1858), обер-егермейстер (1838), камергер (1799); член Государственного совета, председатель Совета заведений общественного призрения в Санкт-Петербурге. Брат Иллариона и Николая Васильчиковых.

## Биография
Представитель рода Васильчиковых, владелец имения Волышово. Родился в 1778 году в Псковской губернии в семье бригадира Василия Алексеевича Васильчикова и его жены Екатерины Иларионовны (урождённая Овыцына).
В 1785 году, по обычаям того времени, был записан сержантом в лейб-гвардии Преображенский полк, в 1794 году переведён вахмистром в лейб-гвардии Конный полк. 15 ноября 1796 года произведён в корнеты, а 7 июня 1799 года пожалован в действительные камергеры и в следующем году назначен членом Экспедиции свидетельствования государственных счетов.
7 октября 1801 года вновь переведён на военную службу, чином ротмистра в Кавалергардский полк и год спустя произведён в полковники, но в 1804 году повторно назначен действительным камергером к Высочайшему двору. Пробыв на этот раз на придворной службе немногим менее четырёх лет, вновь вернулся на военную службу 13 января 1808 года, будучи определён чином полковника (со старшинством с 13 июля 1806 года) в Ахтырский гусарский полк. В ходе кампании 1809 года участвовал в походе в Галицию.

28 марта 1811 года назначен командиром Ахтырского гусарского полка. На момент начала Отечественной войны 1812 года его полк входил в состав 14-й бригады 4-й кавалерийской дивизии 7-го пехотного корпуса 2-й Западной армии. Участвовал в боях под Миром, получив за это сражение орден Св. Владимира 3-й степени, Салтановкой, в Бородинской битве и сражении под Вязьмой. 19 декабря 1812 года за Бородинское сражение он получил орден Св. Георгия 4-го класса 
в воздаяние ревностной службы и отличия, оказанного в сражении против французских войск 1812 года августа 24 при сел. Бородине, где, находясь с 6-ю эскадронами, много способствовал к остановлению неприятельской атаки и тем дал время подоспеть пехоте на подкрепление, а 26 числа, с отличною храбростью и благоразумием действуя на неприятельскую пехоту и кавалерию, несколько раз опрокидывал оные и напоследок возвратил занимаемое неприятелем укрепление.
 26 декабря 1812 года произведен в генерал-майоры.

В 1813—1814 годах участвовал в заграничном походе русской армии, сражался в том числе под Кайзерсвальдом, Кацбахом (за это сражение, в котором Васильчиков командовал кавалерией Силезской армии, он был награждён орденом Св. Анны 1-й степени) и в так называемой Битве народов под Лейпцигом. 7 декабря 1813 года получил орден Св. Георгия 3-го класса 
в воздаяние отличного мужества и храбрости, оказанных в сражении против французских войск 6 октября под Лейпцигом.
 С 1 сентября 1814 года был командиром бригады 2-й гусарской дивизии. С 26 января 1816 года состоял при начальнике 1-й уланской дивизии, с 28 декабря того же года был командующим этой дивизией. 16 декабря 1822 года вышел в отставку с военной службы по состоянию здоровья с правом ношения мундира.

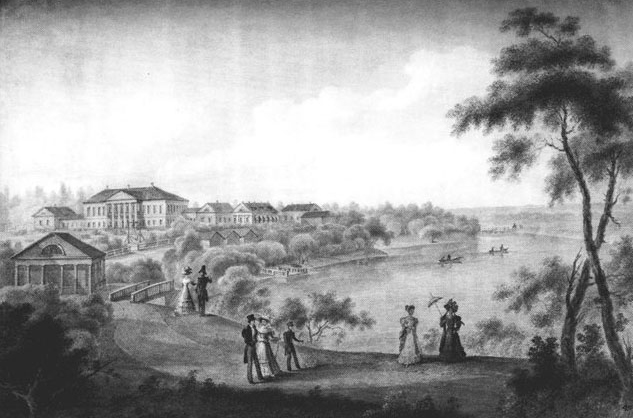
Усадьба Васильчикова под Вязьмой, названная в честь жены «Аделаидино»

После почти семи с половиной лет пребывания в отставке 5 апреля 1830 года пожалован в гофмейстеры с назначением вице-президентом Гоф-интендантской конторы, а 15 апреля 1832 года назначен егермейстером и управляющим егермейстерской частью и придворной охотой; 20 апреля 1838 года пожалован в обер-егермейстеры. Одновременно с 1 июля 1846 года был членом Государственного совета; 5 сентября 1852 года был уволен от управления егермейстерской частью, с оставлением в чине обер-егермейстера и в занимаемых им должностях. Был награждён 1 января 1851 года орденом Св. Владимира 1-й степени, в 1854 году орденом Св. Андрея Первозванного и пожалован алмазными знаками к этому ордену в 1856 году.
По очерёдности награждения с 1840 года входил в состав пенсионеров — кавалеров ордена Св. Георгия 3-го класса (200 рублей в год), с 1842 года — в состав пенсионеров — кавалеров ордена Св. Владимира 2-й степени (300 рублей в год).
Являлся членом Комиссии о построении Исаакиевского собора в Санкт-Петербурге. Когда строительство собора завершилось (30 мая 1858 года), Васильчиков был зачислен в Ахтырский гусарский полк, которым когда-то командовал, с чином генерала от кавалерии, сохранив при этом звание обер-егермейстера. 
Скончался в 1859 году и был погребён в своей усадьбе в селе Выбити Старорусского уезда Новгородской губернии.
Часть своего времени Васильчиков посвящал делам благотворительности, в 1831—1853 годах был членом Попечительского совета заведений общественного призрения в Санкт-Петербурге, попечителем Петропавловской больницы, с 1853 года и до своей смерти был председателем этого совета. При красивой наружности Васильчиков отличался мягким, весёлым и живым характером. За свою доброту, он был очень любим подчинёнными. Пылкий и храбрый, он был одним из выдающихся кавалеристов своего времени. За лихую атаку его бригады, во фланг французам Блюхер расцеловал его на поле сражения перед всеми войсками. Но есть и неблагоприятные для Васильчикова отзывы: декабрист Якушкин называл его плохим человеком.

## Семья

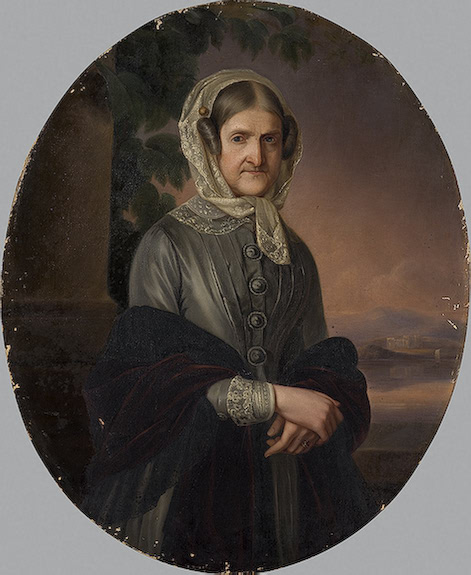
Аделаида Петровна, жена

Жена (с 1804 года) — графиня Александра (Аделаида) Петровна Апраксина (1785—08.03.1851), дочь графа П. Ф. Апраксина и внучка последнего гетмана Войска Запорожского К. Г. Разумовского, одна из его наследниц. Аделаида Петровна занималась благотворительностью и была членом Женского Патриотического общества; с 1834 года кавалерственная дама ордена Св. Екатерины (меньшого креста). В браке имели четырёх дочерей:
- Елизавета Дмитриевна (02.07.1805—1890), замужем за Николаем Яковлевичем Протасовым (1814— ?).
- Софья Дмитриевна (09.03.1809[6]—1887), крещена 13 марта 1809 года в церкви Входа Господня во Иерусалим, что у Лигова канала, при восприемстве графа П. К. Разумовского, А. В. Васильчикова, Н. К. Загряжкой и княгини Т. В. Голицыной; замужем за Николаем Михайловичем Васильчиковым (1799—1867).
- Екатерина Дмитриевна (06.12.1811—1874), гофмейстерина великой княгини Александры Иосифовны, замужем за графом Г. Г. Кушелевым (1802—1855).
- Татьяна Дмитриевна (19.03.1823[7]—1880), родилась в Москве в доме графини М. Г. Разумовской, крещена 3 апреля 1823 года в Христорождественской церкви в Палашах при восприемстве князя С. М. Голицына и тетки княгини Т. В. Голицыной; фрейлина двора, получила в приданое имение Волышово, с 1846 года замужем за графом Александром Сергеевичем Строгановым (1818—1864).

Дочери
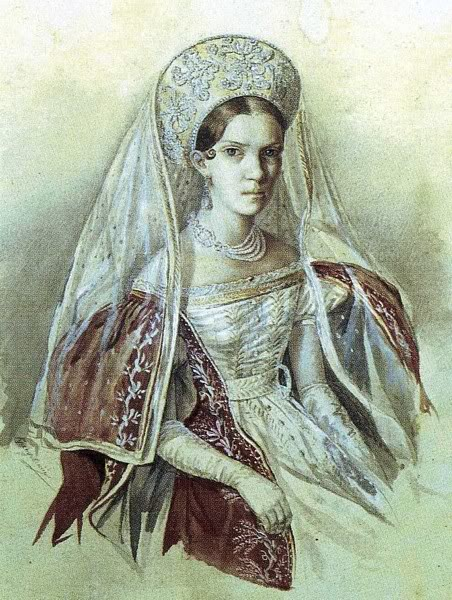
Елизавета
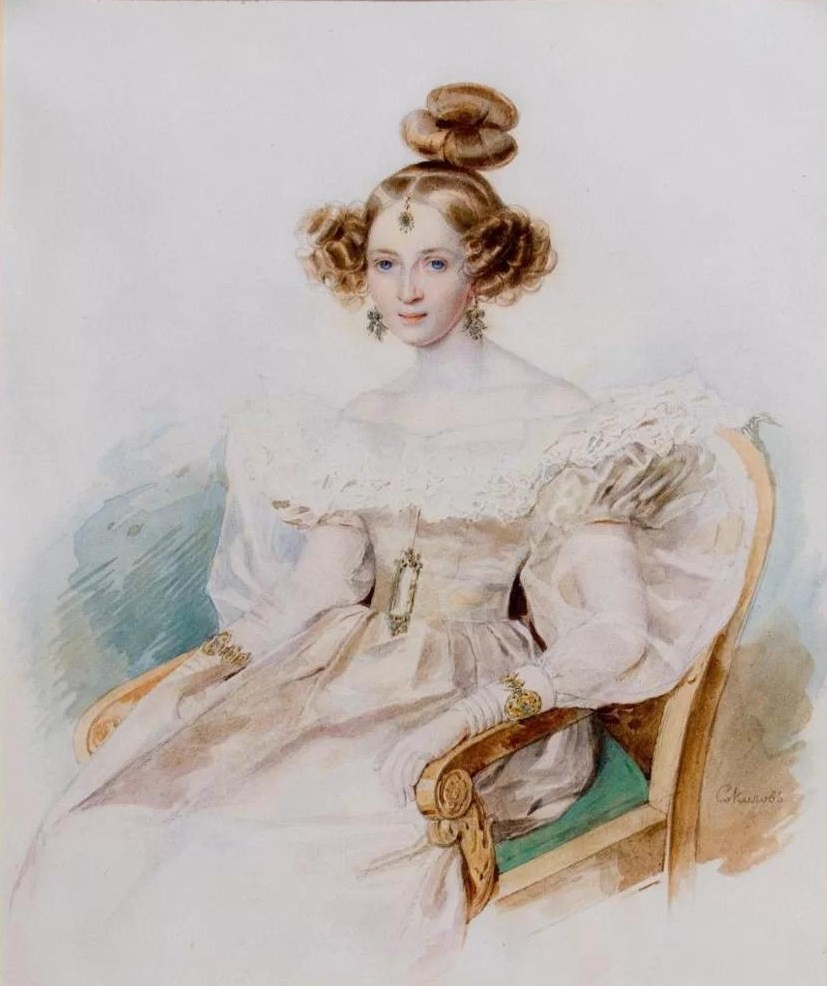
Софья
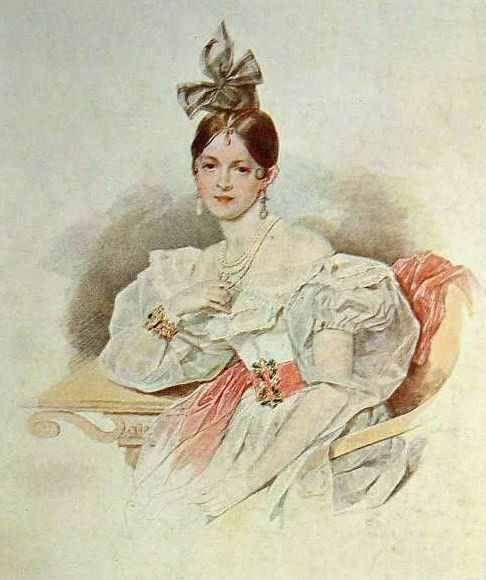
Екатерина
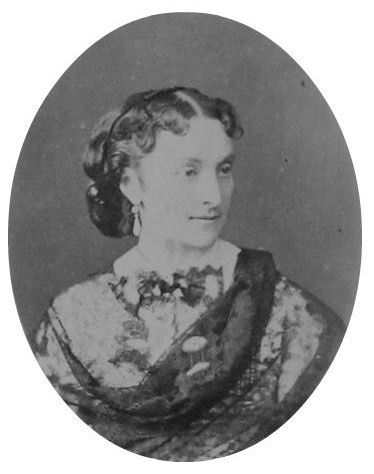
Татьяна